# Gé van Dijk
Gerard Jan „Gé” van Dijk (ur. 15 sierpnia 1923 w Amsterdamie, zm. 29 maja 2005 tamże) – piłkarz holenderski, reprezentant Holandii.
W latach 1943–1957 występował w czołowym klubie ligi holenderskiej AFC Ajax. W barwach Ajaxu wystąpił w 317 meczach ligowych i zdobył 89 bramek (był najlepszym strzelcem Ajaksu w sezonie 1950/1951), świętował dwa tytuły mistrza Holandii (1947, 1957). Dwukrotnie grał w reprezentacji narodowej – 21 września 1947 w meczu towarzyskim ze Szwajcarią i 14 marca 1948 w meczu z Belgią.